# Dotstream
Dotstream est un jeu vidéo de course développé par Skip et édité par Nintendo, sorti en 2006 sur Game Boy Advance. Il fait partie de la série bit Generations.
Les textes du jeu sont en anglais, bien que le jeu ne soit sorti qu'au Japon.
Art Style: Light Trax est la suite de Dotstream sortie sur le WiiWare en 2010.

## Système de jeu
Le joueur dirige une ligne qui avance de façon régulière vers la droite, il peut la déplacer verticalement et ainsi progresser sur des « circuits » en évitant des pièges et en suivant des routes prédéfinies. Il s'agit d'une course où la ligne du joueur est en compétition avec d'autres lignes.
Il peut utiliser des objets trouvés sur le circuit et ainsi passer au travers des obstacles ou stopper temporairement ses adversaires, ou utiliser (avec le bouton L) un turbo.